# Severius Melki Murad
Sewer (imię świeckie Melki Murad, ur. 5 lutego 1965 w Al-Malikijji) – duchowny Syryjskiego Kościoła Ortodoksyjnego, od 2019 arcybiskup Brazylii.

## Życiorys
Pochodzi z Syrii. Święcenia kapłańskie przyjął 24 sierpnia 1986. Sakrę biskupią otrzymał 15 września 1996 i objął rządy w archidiecezji jerozolimskiej. W 2019 został mianowany arcybiskupem Brazylii.